# Tambaú
Tambaú es un municipio brasileño del estado de São Paulo. Su nombre es de origen Tupí y significa "Río de las Conchas".
Se localiza a una latitud 21º42'18" sur y a una longitud 47º16'28" oeste, estando a una altitud de 698 metros. Su población estimada en 2004 era de 23.255 habitantes. posee un área Territorial de 561,788 km². Con clima Tropical Semiumide y topografía ondulada. Su economía se basa en industrias cerámicas y turismo religioso; que es marcado por el beato Padre Donizette, quien residió en el municipio durante muchos años, donde realizó muchos milagros.

## Clima
Tropical Úmido-Seco

## Bioma
Cerrado y Mata Atlántica

## Hidrografía
- Río Tambaú

Cuenca del Río Pardo

## Carreteras
- SP-332 Carretera Pe Donizetti (de Santa Rosa de Viterbo a Santa Cruz das Palmeiras)

## Iglesia católica
El municipio pertenece a la Diócesis de São João da Boa Vista.

## Administración
- Prefecto: Leonardo Teixeira Spiga Real (2021/2021)
- Viceprefecto: José Guilherme Torrens de Camargo (2021/2021)
- Presidente de la cámara de concejales:Emerson Fausto Donizetti de Souza (2021/2022)